# Ассоциация африканских университетов
Ассоциация африканских университетов (AAU, араб. اتحاد الجامعات الأفريقية‎, фр. Association des universités africaines, англ. Association of African Universities) — межуниверситетская ассоциация африканских университетов, базирующаяся в Аккре, Гана, предоставляет площадку для сотрудничества и обмена информацией по вопросам политики в области высшего образования и научных исследований.

## История
Ассоциация основана в Рабате, Марокко, 12 ноября 1967 года в соответствии с рекомендациями, вынесенными на конференции Организации Объединенных Наций по вопросам образования, науки и культуры в Антананариву, Мадагаскар, в сентябре 1962 года. Встреча в Антананариву призвала своих участников создать организацию для взаимного сотрудничества. Рекомендации Антананариву были приняты во внимание подготовительным комитетом руководителей африканских высших учебных заведений, который собрался в Хартуме в сентябре 1963 года и разработал учредительный устав ассоциации. 

## Концепция
Ассоциация предоставляет платформу для исследований и взаимодействия по вопросам, касающимся высшего образования, обслуживает африканское высшее образование, работает в пяти субрегионах Африки, собирает команды экспертов в соответствующих областях из субрегионов Африки.

## Основные члены
Первоначально в состав ассоциации входило 34 члена, а сейчас в нее входят более 373 членов из 46 стран, невзирая на языковые и другие различия.
- Университет Ардхи
- Университет Дар-эс-Салама
- Университет Эдуардо Мондлане
- Исламский университет в Уганде
- Университет Макерере
- Мусульманский университет Морогоро
- Университет Мзумбе
- Открытый университет Танзании
- Университет Святого Августина в Танзании
- Сокойнский сельскохозяйственный университет
- Университет мучеников Уганды
- Университет Священного Сердца Гулу
- Университет Занзибара